# Бохня (станція)
Бохня (пол. Bochnia) — лінійна залізнична станція в Польщі у місті Бохня.

## Сполучення
Має гарне сполучення з різними частинами Польщі.
Приміське:
- Тарнів — Краків
- Краків — Тарнів — Ряшів
- Краків — Тарнів — Новий Сонч — Криниця
- Ряшів-Краків-Катовіце-Рибник

Далеке: без пересадок можна добратися в Перемишль, Вроцлав, Варшаву, Познань, Щецин, Гданськ тощо. Окремі швидкі поїзди в Бохні не зупиняються.
Міжнародне:
- Через станцію курсує нічний пасажирський поїзд «Львівський експрес» Вроцлав-Львів.
- Є можливість доїхати на ТЛК до Перемишля, де пересісти на швидкісний електропоїзд Інтерсіті+ за маршрутом Перемишль — Львів —Київ. Таким чином проїзд з Бохні до Києва обійдеться у 650 грн. та 10 годин (станом на січень 2017 року).[1]